# Bjarkøy
Bjarkøy is een voormalige gemeente in de Noorse provincie Troms. De gemeente werd per 1 januari 2013 opgeheven, het gebied werd toegevoegd aan de gemeente Harstad.